# Álvaro Rodríguez Echeverría
Álvaro Rodríguez Echeverría (San José, 1942) è un religioso costaricano.
È il 26° superiore generale dell'istituto dei Fratelli delle Scuole Cristiane (o lasalliani), una congregazione religiosa di laici dediti all'educazione cristiana delle gioventù.

## Biografia
Dopo gli studi nei collegi De La Salle di San José e Panama, nell'agosto 1959 è entrato a far parte dei lasalliani (regione latino-americana, distretto dell'America Centrale); ha perciò frequentato il Noviziato internazionale di Bordighera (1959-1961) e quindi l'Istituto di scienze religiose San Pio X all'Università Pontificia di Salamanca (1961-1964). In seguito ha insegnato in vari istituti lasalliani del centro America e ha pronunciato la professione perpetua il 31 gennaio 1968, per poi seguire gli studi di filosofia all'Università La Salle in Messico (1968-1972).
Negli anni successivi, a fratel Álvaro sono stati affidati incarichi direttivi nella pastorale vocazionale e ruoli amministrativi (vicepresidente, visitatore) nella regione lasalliana dell'America Centrale (dal 1981 al 1992). Nel 1993 è stato eletto vicario generale della congregazione e trasferito a Roma presso la casa generalizia, a fianco dell'allora superiore generale John Johnston.
Il 2 giugno 2000 è stato eletto superiore generale dell'istituto, con un mandato dalla scadenza settennale. Fratel Álvaro è stato anche presidente del congresso dei superiori delle congregazioni religiose (2000-2006). Nel 2006 ha partecipato al sinodo dei vescovi che si è svolto a Roma, sotto la guida di papa Benedetto XVI. Il 28 maggio 2007, durante il 44º capitolo generale dell'Istituto, è stato rieletto superiore generale per altri sette anni.
L'oculatezza della sua guida e il costante impegno profuso nella diffusione e promozione dell'istruzione gli sono stati riconosciuti da numerose università tramite il conferimento della laurea honoris causa: da quelle lasalliane di Filadelfia e San José (23 febbraio 2004) al Manhattan College di New York (20 ottobre 2002), dall'università Raimondo Lullo di Barcellona (15 gennaio 2004) all'Università di Betlemme (22 marzo 2012).